# アングルド・デッキ
アングルド・デッキ（英語: Angled flight deck）は、航空母艦の飛行甲板のレイアウトの一つで、艦上機の着艦方向を艦の進行方向から斜めにずらす方式。艦の進行方向に沿って艦首側に設けられた旧来の飛行甲板を発艦専用にできるようになり、着艦のやり直しも容易になったことから、安全性・運用効率が飛躍的に向上した。

## 概要
従来、飛行機は艦の中心線に沿って着艦していたが、着艦時に事故を生じた場合、飛行甲板前方にある停止機に衝突する危険があった。特にジェット機の配備が進むと、機の能力向上と比例して、この危険は著しく増大した。イギリス海軍は1948年よりこの問題への研究を開始しており、その解決策として斜め飛行甲板（アングルド・デッキ）が創案された。
これは艦の後部から左舷に向けて着艦帯を斜めに設けるもので、着艦機が艦橋や停止・待機機と衝突する事故は回避でき、最悪の場合でもその1機だけの損失で済むようになった。またエレベーターや駐機スペースは着艦動線から外れた部分に設置されるため飛行甲板作業も容易となる。
まず1952年2月、イギリス海軍のコロッサス級空母「トライアンフ」にアングルド・デッキを模した塗装を施して実験を行ったのち、アメリカ海軍のエセックス級空母「アンティータム」を改装して本格的な運用が開始された。また英米両国では既存の空母の改装も実施した。以後に建造された空母のうち、アレスティング・ギアを使用して着艦を行う空母(CATOBAR方式やSTOBAR方式)は全てこの配置を採用しており、CATOBAR方式の空母に限定すればカタパルトをアングルド・デッキ内にも装備して着艦作業を行わない間ならば同時発艦機を増加させる事が可能。
一方、垂直着艦を行うSTOVL方式の強襲揚陸艦や軽空母等では、特に必要性がないため、基本的にはアングルド・デッキは採用されない。ソ連海軍のキエフ級航空母艦では、VTOL・STOVL方式ながら飛行甲板を斜めに配置したが、これは艦橋の前部にミサイルや艦砲などの兵装を搭載したためで、発着を重視したアングルド・デッキとは意図が異なる。